# Северная (приток Муны)
Се́верная (также Севернэй, Северней) — река в Жиганском улусе и Оленёкском районе Якутии (Россия), левый приток Муны (бассейн Лены). Длина реки составляет 238 км, площадь водосборного бассейна — 5190 км². 
Река начинается на востоке Среднесибирского плоскогорья, к востоку от среднего течения Оленька, на высоте более 300 м над уровнем моря. Преимущественно течёт на восток, делая большой изгиб к северу ближе к устью. В ландшафте преобладает лиственничная холмистая тайга. Впадает в Муну по левому берегу ниже впадения Мунакана, на высоте 89 м над уровнем моря. Ширина в нижнем течении — 157 м при глубине 1 м. Скорость течения в низовьях — 0,6 м/с. Населённых пунктов на реке нет. Река замерзает со второй половины октября до конца мая.
Основной приток — река Кюннюктях длиной 130 км (левый).

## Данные водного реестра
По данным государственного водного реестра России и геоинформационной системы водохозяйственного районирования территории РФ, подготовленной Федеральным агентством водных ресурсов:
- Бассейновый округ — Ленский
- Речной бассейн — Лена
- Речной подбассейн — Лена ниже впадения Вилюя до устья
- Водохозяйственный участок — Лена от впадения реки Вилюй до водомерного поста гидрометеорологической станции Джарджан
- Код водного объекта — 18030900112117500010613